# Ngiliran
Ngiliran is een bestuurslaag in het regentschap Magetan van de provincie Oost-Java, Indonesië. Ngiliran telt 2483 inwoners (volkstelling 2010).